# توکای حبشی
توکای حبشی (نام علمی: Turdus abyssinicus) نام یک گونه از سرده توکای حقیقی است.